# Australische Badmintonmeisterschaft 1958
Die Australische Badmintonmeisterschaft 1958 fand in Adelaide statt. Es war die 17. Austragung der Badmintontitelkämpfe von Australien.

## Titelträger
| Disziplin    | Sieger                     |
| ------------ | -------------------------- |
| Herreneinzel | Ken Turner                 |
| Dameneinzel  | Margaret Russell           |
| Herrendoppel | C. Aw E. Kok               |
| Damendoppel  | June Turnbull June Smailes |
| Mixed        | Ken Turner A. Atkins       |